# Jean-Pierre Fourcade
Pour les articles homonymes, voir Fourcade.
Jean-Pierre Fourcade, né le 18 octobre 1929 à Marmande, est une personnalité politique française membre de l'UMP.

## Biographie

### Jeunesse et études
Jean-Pierre Fourcade fait une partie de ses études à l'abbaye-école de Sorèze en 1942-1943. Diplômé de l'Institut d'études politiques de Bordeaux et de la faculté de droit de Bordeaux, Jean-Pierre Fourcade est, de 1952 à 1954, élève de l'École nationale d'administration (promotion Félix Éboué). Son rang de sortie lui permet de devenir inspecteur des finances.

### Parcours professionnel
Après avoir été directeur général du Crédit Industriel et commercial (CIC), il devient, après la victoire de Valéry Giscard d'Estaing lors de l'élection présidentielle de 1974, ministre de l’Économie et des Finances du 28 mai 1974 au 25 août 1976 dans le gouvernement Jacques Chirac (1) ; on lui associe le « plan Fourcade », plan de stabilisation de juin 1974 devant lutter contre les effets inflationnistes dus au premier choc pétrolier. À cette époque, pour relancer l'industrie et pousser à sa modernisation, Jean-Pierre Fourcade fait adopter un texte permettant de déduire la TVA sur des commandes d'équipements, sans qu'un délai soit imposé entre la commande génératrice de l'avantage fiscal et la livraison du matériel.
Arrivé à Matignon, Raymond Barre le nomme ministre de l'Équipement le 29 août 1976, puis ses attributions sont modifiées dans le gouvernement Raymond Barre (2) et il devient le 29 mars 1977 ministre de l'Équipement et de l'Aménagement du territoire, poste qu'il quitte le 26 septembre 1977 après avoir été élu le 25 septembre 1977 sénateur des Hauts-de-Seine. Il est ensuite réélu à ce même poste le 28 septembre 1986, le 24 septembre 1995 et le 26 septembre 2004. Il occupe de hautes responsabilités à la commission des Finances du Sénat, où il siège au sein du groupe du RDSE avant de rejoindre l'UMP dès sa création.
Maire de Saint-Cloud en 1971, il occupe ce poste jusqu'en 1992. Conseiller général du canton de Saint-Cloud de 1973 à 1989, il abandonne son siège en 1989 pour cause de cumul des mandats. Son épouse Odile Fourcade est élue conseillère générale du canton de Saint-Cloud à sa suite de mai 1989 à 2011. Elle sera, durant une partie de son mandat, vice-présidente du conseil général des Hauts-de-Seine. 
Il est par ailleurs vice-président (1982-1986) puis premier vice-président (1986-1995) du conseil régional d'Île-de-France. De 1995 à 2007 il est maire de Boulogne-Billancourt.
Jean-Pierre Fourcade crée, avec la commune voisine de Sèvres, la communauté d'agglomération Val de Seine, dont il est le président de 2004 à 2008.
Il démissionne le 7 mars 2007 de son poste de maire, en annonçant son souhait de voir son premier adjoint Pierre-Mathieu Duhamel lui succéder. La majorité municipale approuve cette décision en élisant celui-ci à l'unanimité le 17 mars suivant au poste de maire et Jean-Pierre Fourcade au poste de deuxième adjoint.
Pierre-Mathieu Duhamel ayant finalement renoncé à se représenter aux municipales de mars 2008 à la suite du refus de l'UMP de lui accorder l'investiture — qu'elle accorde à Pierre-Christophe Baguet pour le récompenser d’avoir été le premier à rejoindre Nicolas Sarkozy en 2006 —, Jean-Pierre Fourcade, soucieux de préserver la ville de « ceux qui veulent tout détruire », annonce le 14 janvier 2008 qu'il reprend en tant que dissident « divers droite » la tête de l'équipe sortante contre la liste investie par l'UMP. Ayant obtenu près de 35 % des voix, il est battu au second tour par la liste Baguet, qui en obtient près de 43 %.
Jean-Pierre Fourcade est désigné en janvier 2010 rapporteur pour le Sénat du projet de loi sur le « Grand Paris ».
Lors des élections législatives de 2012 dans la circonscription de Boulogne-Billancourt, il apporte son soutien à la candidature dissidente de Thierry Solère qui est élu député au second tour de scrutin.
En mars 2015 Jean-Pierre Fourcade publie Mon expérience peut-elle éclairer l'avenir ? Souvenirs et propositions, aux éditions France-Empire.

## Mandats et Fonctions

### Mandats locaux
- Maire de Saint-Cloud (1971-1992)
- Maire de Boulogne-Billancourt (1995-2007)
- Conseiller général des Hauts-de-Seine, canton de Saint-Cloud (1973-1989)
- Deuxième adjoint au maire de Boulogne-Billancourt, délégué aux finances et à l'aménagement des terrains Renault (2007-2008)
- Conseiller municipal de l'opposition (2008-2014)

### Intercommunalité
- Président (2005-2008) puis conseiller communautaire indépendant (2008-2009) de la communauté d'agglomération Val de Seine.
- Conseiller communautaire indépendant de la communauté d'agglomération Grand Paris Seine Ouest (2010-2014).

### Mandat régional
- Conseiller régional d'Île-de-France de 1986 à 1995.

### Mandat de sénateur
- Le 25 septembre 1977, il est élu sénateur des Hauts-de-Seine, puis réélu le 28 septembre 1986, le 24 septembre 1995 et le 26 septembre 2004. Il siège au sein du groupe du RDSE puis de l'UMP. Il ne se représente pas à l’élection du 25 septembre 2011.

### Au Gouvernement
- Du 28 mai 1974 au 25 août 1976 : ministre de l’Économie et des Finances du gouvernement Jacques Chirac (1).
- Du 29 août 1976 au 28 mars 1977 : ministre de l'Équipement du gouvernement Raymond Barre (1).
- Du 29 mars 1977 au 26 septembre 1977 : ministre de l'Équipement et de l'Aménagement du territoire du gouvernement Raymond Barre (2).

## Publications
- 2015 : Mon expérience peut-elle éclairer l'avenir ? Souvenirs et propositions, 170 p. éditions France-Empire •  (ISBN 978-2-70481-312-4)
- 1985 : La Tentation social-démocrate, 172 pages. Éditions Plon  - Collection : Tribune Libre -   (ISBN 978-2-259-01245-4)

## Récompenses et distinctions

### Décorations
- Officier de la Légion d'honneur, le 1er janvier 2020[3].
- Commandeur de l'ordre national du Mérite. Il est promu commandeur par décret du 14 novembre 2011[4]. Il était officier du 28 janvier 1970.